# 生産力理論
生産力理論（せいさんりょくりろん）とは、1930年代後半から40年代前半にかけての時期の日本で盛んであった社会政策・経済政策の理論である。「生産力論」「生産力説」「生産力主義」とも。

## 概要
マルクス経済学系の社会政策学者であった風早八十二・大河内一男によって提唱された理論であり、一国の生産力の伸展を目標として社会構造の合理的改造を主張したものである。風早・大河内らは、社会政策は利潤率の維持を目的とする「総資本」の論理に従うものであり、その論理に従って生産力を発展させるために必要な社会的諸条件の合理化・改善をはかる施策と捉え、総力戦体制下の政策を前提として生産力的観点から非合理性を指摘するなどの批判的提言を行った。
生産力理論は、提唱者の一人である風早にとっては、日中戦争開戦後の知識人に対し、体制内の「構成分子に転化」するか、あるいは沈黙を守って時局に対し「拱手傍観」するかという2つの選択肢以外に「第三の途」を提案するという意味を持っていた。すなわちこの理論が、総力戦体制の中で「国民の批判的要素としてのその独自の積極的役割」を果たすための有力な武器の一つとなりうるということであった。
生産力理論には戦争あるいはそれにともなう統制経済・労働統制を認めるという現状肯定の側面があった一方で、戦争遂行・生産力拡大のためには労働者を精神主義的に叱咤激励するというだけでは不充分で、一定の合理性を持った労働条件の完備が必要であるという現状批判の面があり、産業報国運動のなかで合理性を重んじる人々に支持されることとなった。

## 意義と影響
1930年代の日本において、マルクス主義の影響を受けた左派の知識人は当局の弾圧により活動の場を失っていたが、生産力理論は彼らに対し、新たな形での社会変革への参加を促す理論的な受け皿となり、戦後の市民社会派による新しい社会科学を準備する役割を果たした。その一方でこの理論は新体制運動を中心とする総力戦体制への参画を前提としていたため、（戦後になって）左派知識人の転向を正当化し、日本のマルクス社会科学を翼賛体制を支える理論に変質させたとの批判が加えられることとなった。しかし1990年代以降山之内靖により、（特に大河内の理論について）日本社会の「現代化」すなわち階級社会からシステム社会への移行を先取りした理論として再評価がなされている。

## 主要な著作
- 風早八十二
  - 『勞働の理論と政策』時潮社、1938年。doi:10.11501/1902420。 NCID BN05194351。全国書誌番号:53010698。
- 大河内一男
  - 『戦時社会政策論』時潮社（日本評論社）、1940年
  - 『社会政策の基本問題』日本評論社、1940年
  - 『スミスとリスト：経済倫理と経済理論』日本評論社、1943年

## 註釈
1. ↑  (『勞働の理論と政策』, 序文)(『日本の社会科学』, p. 150-151)
2. ↑  大塚久雄の経済史理論も戦時期、この理論の影響下にあった。